# Кодунський Станок
Кодунський Станок (рос. Кодунский Станок, бур. Худанай Yртөө) — улус Кіжингинського району, Бурятії Росії. Входить до складу Сільського поселення Нижньокодунський сомон.
Населення — 168 осіб (2015 рік).